# Simson

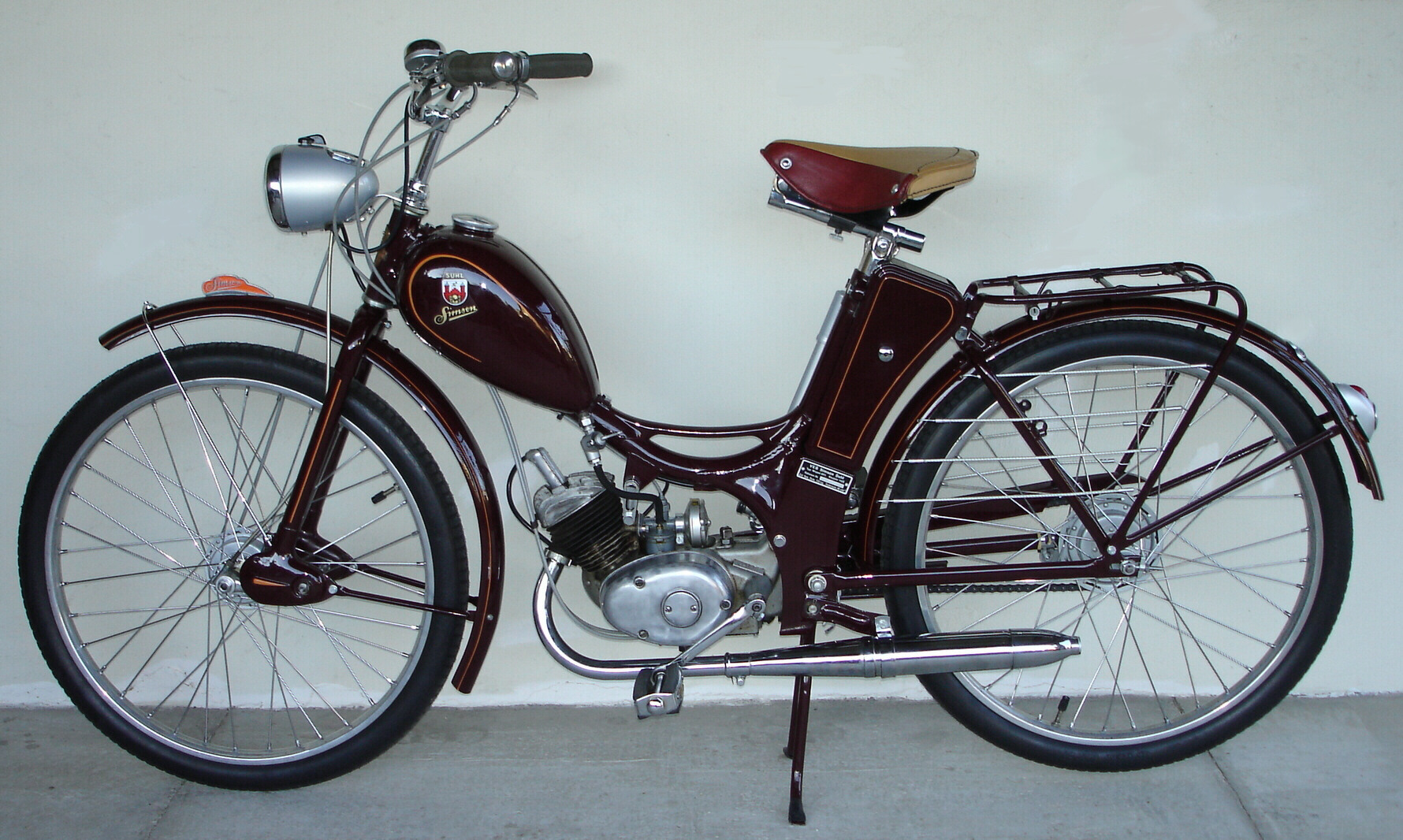
pierwszy model motoroweru SR1 z roku 1955.

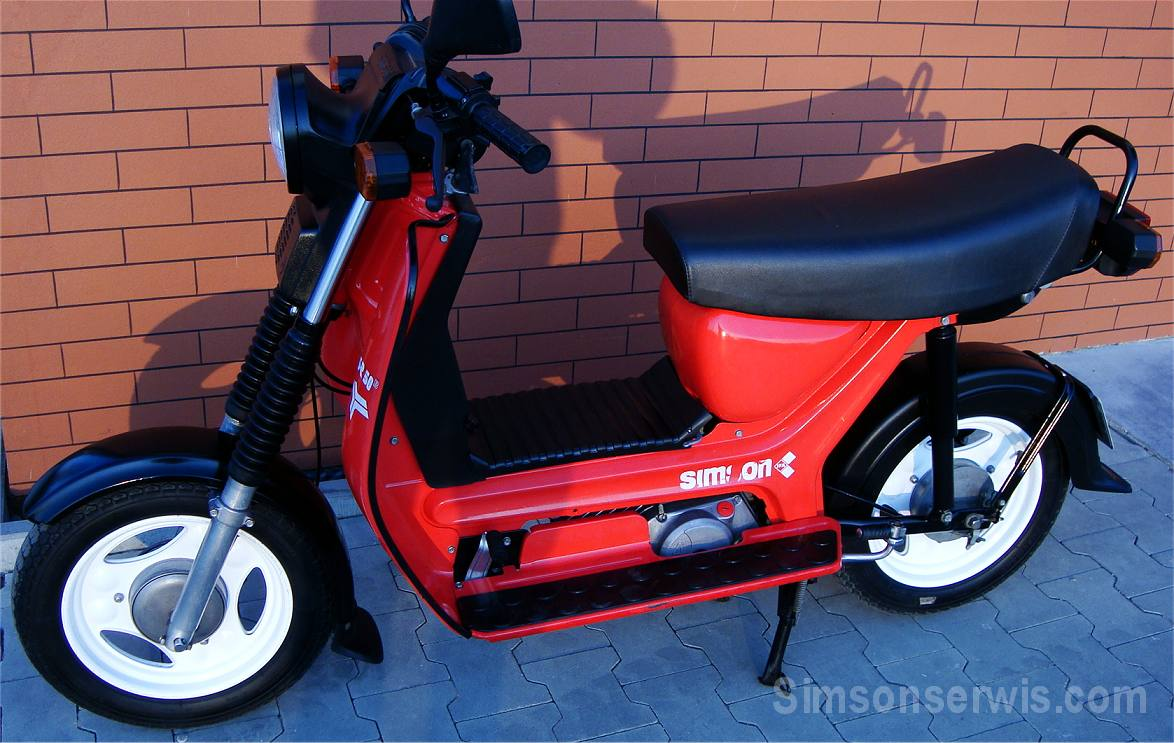
Simson SR 50/1 C 1989 r.

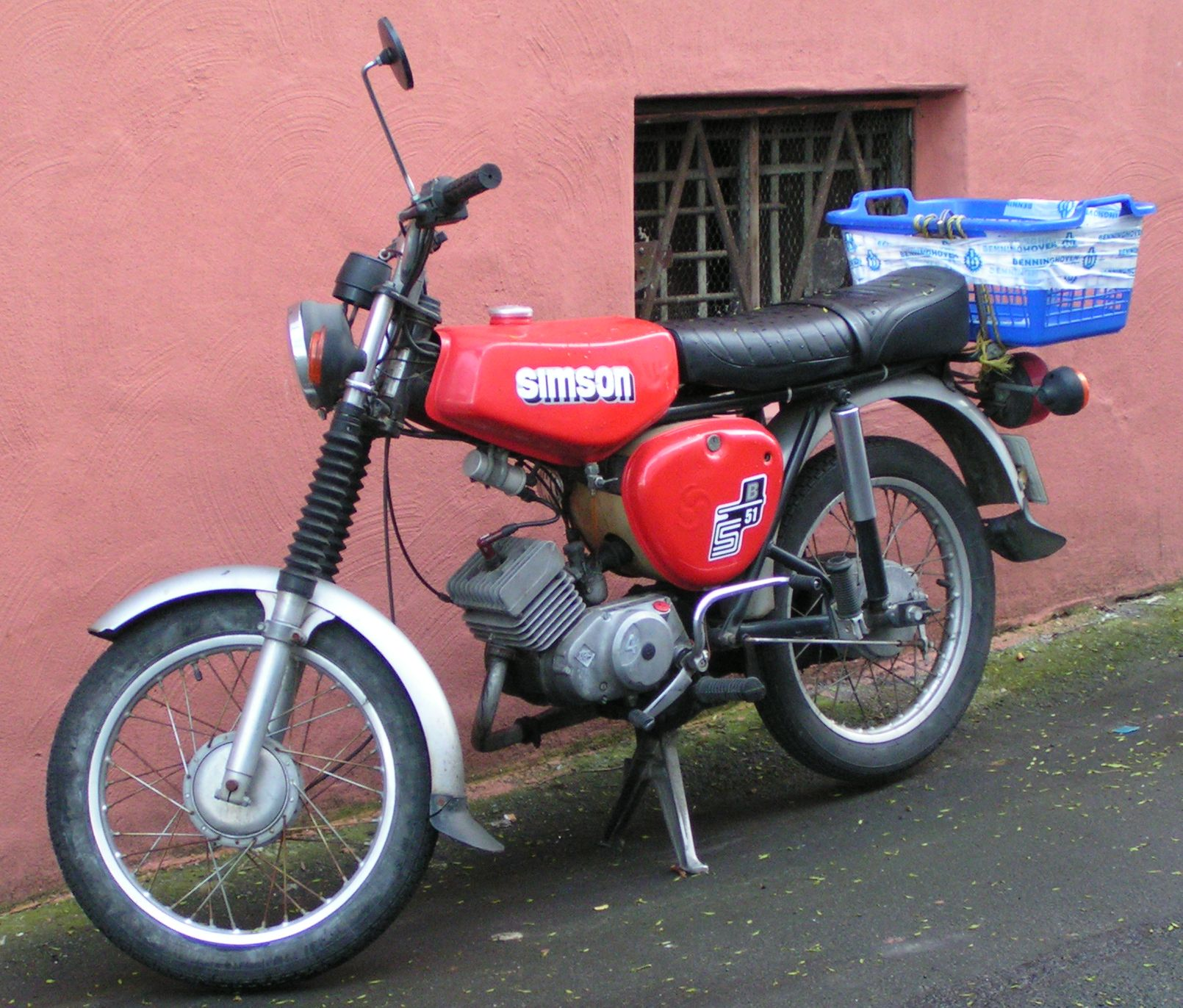
Simson S51 B1-4.

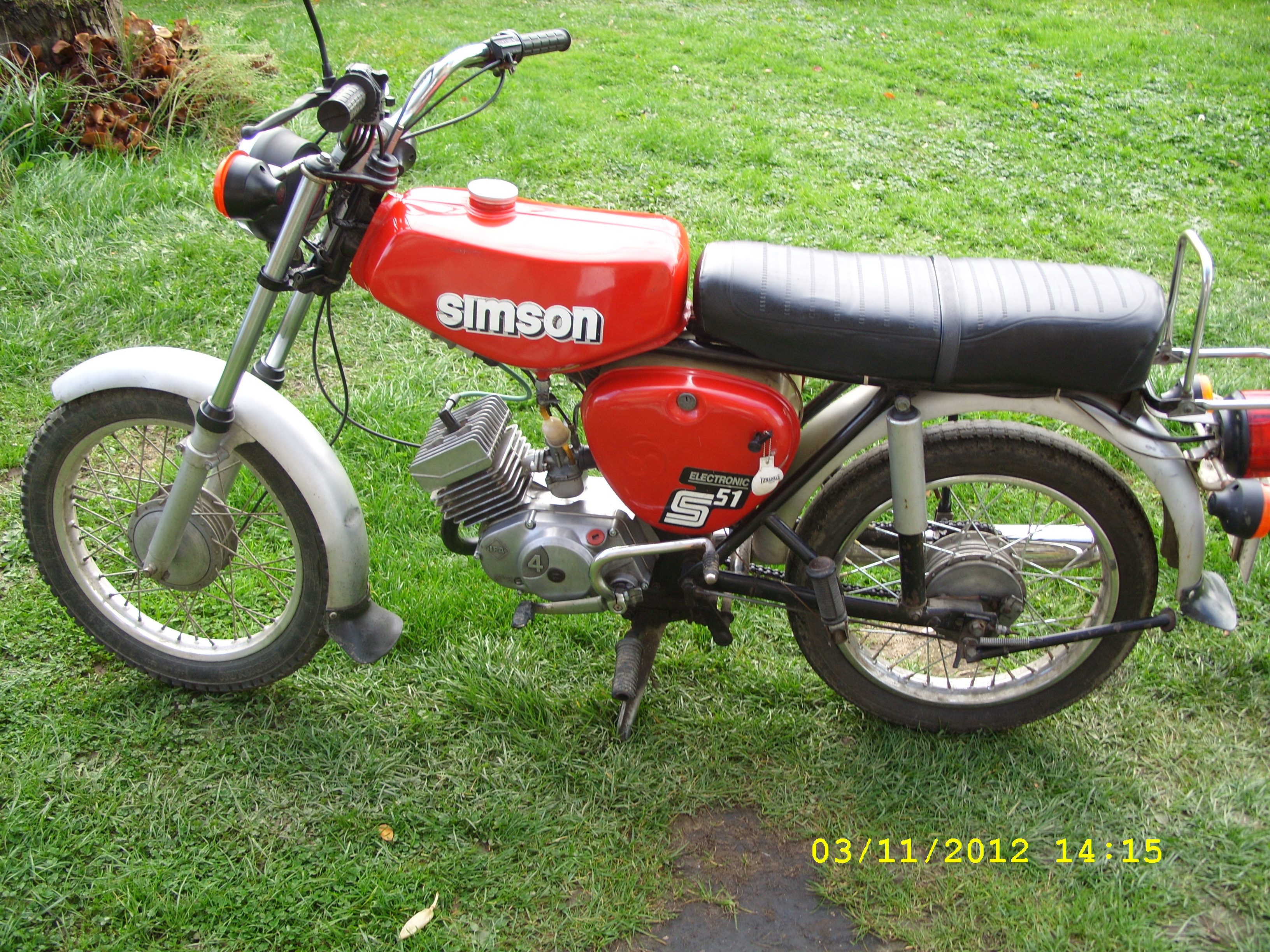
Simson S51

Simson – były niemiecki producent motocykli i motorowerów.
Działalność firmy rozpoczęli bracia Simson w roku 1856 od produkcji broni. Dziś z ich nazwiskiem głównie są kojarzone motorowery, które zyskały dużą popularność w Niemczech wschodnich (NRD), Polsce oraz innych krajach sąsiednich, zwłaszcza w krajach bloku wschodniego. Najbardziej popularnymi w Polsce są modele Simson S51 oraz skuter Simson SR50.
Sukcesy na rynku polskim przypadają na przełom lat 80. i 90. W tym też okresie (lata 1988–1989) fabryka w Suhl wyprodukowała najwięcej jednośladów. Do dziś motorowery Simson, choć w większości liczą ponad 25 lat, wciąż cieszą się uznaniem, ze względu na dużą bezawaryjność, ale także łatwy dostęp do części zamiennych, jak również prostotę naprawy.
Jesienią roku 2002, po wielu latach niepowodzeń w odmienionej gospodarczo i politycznie nowej rzeczywistości rynkowej (transformacja ustrojowa), produkcja została ostatecznie wstrzymana. Upadłość zakładów ogłoszono 1 lutego 2003.

## Historia
Pierwszym motorowerem produkowanym w Suhl od 1955 roku był Simson SR1 od 1958 roku zastąpiony przez model SR2. Motorowery te cieszyły się znaczną popularnością także w Polsce. W latach 60. konstruowano kolejne modele, m.in. SR4-1 „Spatz”, SR4-2 „Star”, SR4-3 „Sperber”, SR4-4 „Habicht”, a także skuter KR51 „Schwalbe” wyposażone w odmiany silnika spalinowego typu M50 o mocy zależnie od odmiany od 2,6 KM do 4,6 KM (model SR4-3) i 2, 3 lub 4 biegach. Produkowano także model sportowy GS-50, który odnosił pod koniec lat 60. XX wieku znaczące sukcesy w rajdach motocyklowych. Z wykorzystaniem silników i zespołów motorowerów Simson produkowano w DDR także trójkołowe pojazdy inwalidzkie: Piccolo i Piccolo-DUO oraz ciągniczki rolnicze Fortschritt E930/E931.50.

Kolejne modele Simsonów odchodziły coraz dalej od pierwotnych założeń konstrukcyjnych motoroweru jako maksymalnie uproszczonego jednośladu z silnikiem spalinowym. Ukoronowaniem tej tendencji był produkowany od 1975 roku model S50 wyposażony w silnik M53/2-KF i motocyklowy widelec teleskopowy z hydraulicznym ogranicznikiem skoku, nową jednorurową ramę grzbietową o konstrukcji modularnej, częściowo opartej na ramach produkowanych modeli sportowych. Dostępna była także wersja motoroweru wyposażona w zapłon elektroniczny. Kolejnym znaczącym krokiem w rozwoju motorowerów Simson było skonstruowanie w 1980 roku modelu S51 wyposażonego w zupełnie nowy silnik, ze skrzynią biegów o 4 przełożeniach, w której nowością było zastosowanie stale zazębionych kół i zmiany przełożeń przy pomocy tzw. „przesuwnego wpustu”. W sprzęgle zastosowano centralnie działającą sprężynę płytkową. W silnikach tych przewidziano zmianę pojemności skokowej do 70 cm³ przez wymianę niewielu elementów, w związku z czym zmniejszono w nich względem poprzedniego modelu średnicę cylindra. W silniki te wyposażone zostały także skutery nowej konstrukcji SR50 i SR80. Cieszyły się dużą popularnością, gdyż nowoczesne nadwozie skutera sprawiało wygodę podczas jazdy nawet w czasie deszczu poprzez osłony na nogi. W 1990 roku wprowadzono model S53. Pod koniec pierwszej połowy lat 90. powrócono do nazewnictwa modeli gatunkami ptaków, dokonano modernizacji modeli S53 oraz SR50, wprowadzono do produkcji nowe pojazdy, m.in. skutery z automatyczną skrzynią biegów Star 25/50/100, motorynki Spatz 25/50, pojazdy trójkołowe Albatros. W drugiej połowie lat 90. wznowiono produkcję motocykli o pojemności 125 cm³, wprowadzono model MS 50 Sperber z ulepszonym silnikiem M554 i dozownikiem oleju. Firma Simson we współpracy z tajwańską firmą Her Chee sprzedawała niewielką liczbę tajwańskich pojazdów pod nazwą Simson Sula. Ostatni rok działalności firmy przyniósł modele GS 50 i SM 50 będące włoskimi pojazdami typu Enduro i Supermoto oraz modele TS.025/.050/0.080 i SC.025/.050/0.080, które były wersjami S53 z zastosowaniem kilku nowych podzespołów produkcji włoskiej.
Spółka Simson ogłosiła bankructwo 28 czerwca 2002 roku. W 2003 roku przejęła ją spółka MZA Meyer Zweiradtechnik Ahnatal GmbH. Dzięki staraniom firmy, sprzedaż i produkcja części zamiennych doprowadziła do popularyzacji marki Simson i wznowienia jednostkowej produkcji pojazdów lub ich odnawiania, a także w 2009 roku do wznowienia produkcji seryjnej silników spalinowych typu M541. W Niemczech wciąż odbywają się wyścigi oraz zloty Simsonów.

## Kalendarium

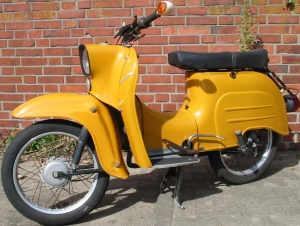
Simson Schwalbe KR 51/2, kultowy model, popularny wśród niemieckich kolekcjonerów

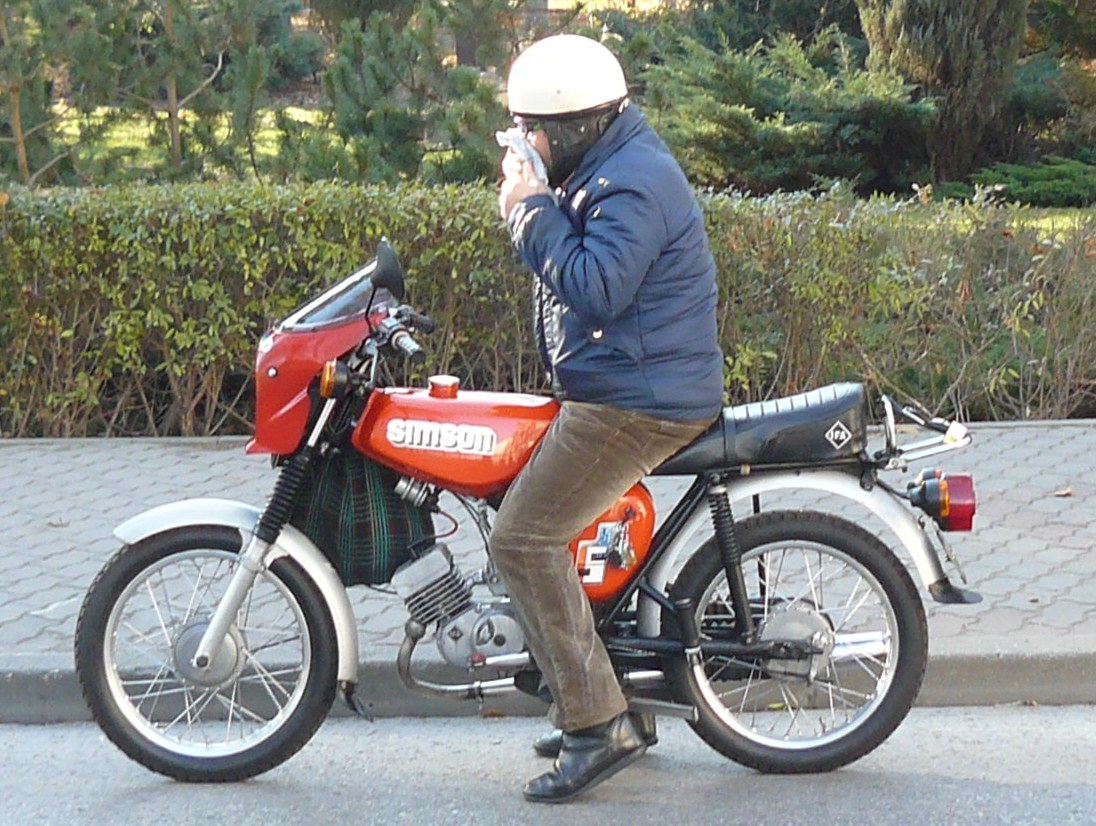

- 1856. Bracia Simson w Suhl rozpoczynają produkcję broni białej i palnej.
- 1896. Rozpoczęto produkcję rowerów.
- 1908. Zmontowano pierwszy samochód osobowy; zatrudnienie – 1,5 tys. pracowników.
- 1930-34. Produkcja samochodów.
- 1934. Bracia Simson zostają wywłaszczeni przez rząd Hitlera. Powstaje Berlińsko-Suhlerska Fabryka Broni i Maszyn (BSW), w skład której wchodzą zakłady Simsonów.
- 1936. Zostaje wyprodukowany pierwszy dwukołowy rower silnikowy – BSW 100.
- 1939-45. Wytwarzanie broni dla armii niemieckiej.
- 1945. Demontaż maszyn i wyposażenia, częściowe zniszczenie fabryki.
- 1945. Wycofanie się armii USA, Suhl wchodzi do sowieckiej strefy okupacyjnej.
- 1947. Przejęcie zakładów przez sowiecką SAG Awtowelo Moskau, Filia Weimar.
- 1948. Zmiana nazwy na Suhler Fahrradfabrik der Sowjetisch Staatlichen A.G. Awtowelo; nakaz rozwoju motocykli o pojemności 250 cm³.
- 1950. Na targach w Lipsku pokazano nowy motocykl AWO.
- 1950. Na sprzedaż wystawiono pierwszych 25 pojazdów serii zero: AWO 425.
- 1950. Początek seryjnej produkcji AWO 425 Tourist.
- 1956. Początek produkcji AWO 425 Sport.
- 1957. Kompletną nazwę motocykli uzupełniono nazwiskiem braci Simson (AWO-Simson 425 Tourist/Sport).
- 1960. Koniec produkcji AWO Simson 425 Tourist.
- 1961. Koniec produkcji AWO Simson 425 Sport.
- 1956. Zakończenie produkcji rowerów i rozpoczęcie produkcji motorowerów Simson.
- 1964. Rozpoczęcie produkcji silnika M53, co zapoczątkowało produkcję serii ptaków.
- 1970. W zakładach zatrudnionych jest łącznie 14 000 pracowników.
- 1975. Rozpoczęcie produkcji modelu S50. Produkcja tego modelu wynosiła 150000 sztuk rocznie.
- 1980. Rozpoczęcie produkcji nowego silnika typu M531/M541. Wprowadzono nowe modele S51 oraz KR51/2 wyposażone w nowy silnik.
- 1986. Skutery SR50 i SR80 zastąpiły KR51/2. Produkcja nowych skuterów wynosiła 195000 sztuk rocznie.
- 1991. Przez rok sprzedano zaledwie 5000 pojazdów. Fabryka była zmuszona do redukcji zatrudnienia.
- 1992. Zmieniono nazwę fabryki na Suhler Fahrzeugwerk GmbH. Drastycznie obniżono produkcję modeli S53 i SR 50/1. Na mocy nowych przepisów zmniejszono prędkość maksymalną pojazdów 50 cm³ z 60 km/h do 50 km/h.
- 1993. Simson staje się dostawcą części do samochodu Hotzenblitz.
- 1994. Rozpoczęcie produkcji skutera Star 50.
- 1996. Rozpoczęcie produkcji motorynki Spatz 50. W wyniku zmian w kodeksie drogowym gwałtownie spadło zainteresowanie pojazdami klasy 80 cm³. Zakończono produkcję części samochodowych.
- 1997. Zmiana nazwy zakładów na „Simson Zweirad GmbH”.
- 1998. Rozpoczęcie produkcji motocykli o pojemności 125 cm³.
- 2000. Pojawienie się nowego inwestora, zmiana nazwy zakładów na „Simson Motorrad GmbH & Co KG”.
- 2002. Zakończenie produkcji.
- 2003. Upadłość przedsiębiorstwa i zwolnienie ostatnich 90 pracowników. Przejęcie spółki przez MZA Meyer Zweiradtechnik Ahnatal GmbH.
- 2009. Wznowienie produkcji silników.

## Modele motorowerów i motocykli Simson
| Mofa | Moped   | Mokik | Skuter | Sportowy | Specjalne                              | Motocykl                                                                       |
| ---- | ------- | --- | --- | -------- | -------------------------------------- | ------------------------------------------------------------------------------ |
| SL1  | SR1 SR2 | Seria SR4: SR4-1 Spatz SR4-2 Star SR4-3 Sperber SR4-4 Habicht S50, S100 (prototyp) S51, S70 S80 Super (wersja eksportowa) S53, S83 TS/SC.025/.050/.080 Sperber 50 (MS 50) GS 50, SM 50 | KR50, Schwalbe KR51 SR 50, SR 80 Star 25/50/80 Classic Star 25/50 (SRA 25/50) Simson Sula: City Bird 50 Thunder Bird 50/100/125 Hyper 125 Altros 50 Extra 50 | GS50     | DUO Albatros (SD 50) Spatz (MSA 25/50) | AWO 425 Tourist AWO 425 Sport MS 125 i MS 125 A Schikra 125 RS 125 GS i 125 SM |